# 洛陽戰鬥 (1926年)
洛陽戰鬥發生於1926年5月21日－26日，地點則是在中國豫西北一帶，是國民革命軍北伐戰爭的戰鬥之一。洛陽戰鬥的交戰雙方，一方為國民革命軍，另一方為北洋政府所轄軍隊。

## 參看
- 中華民國北洋政府時期內戰戰鬥列表